# نهر الكلب

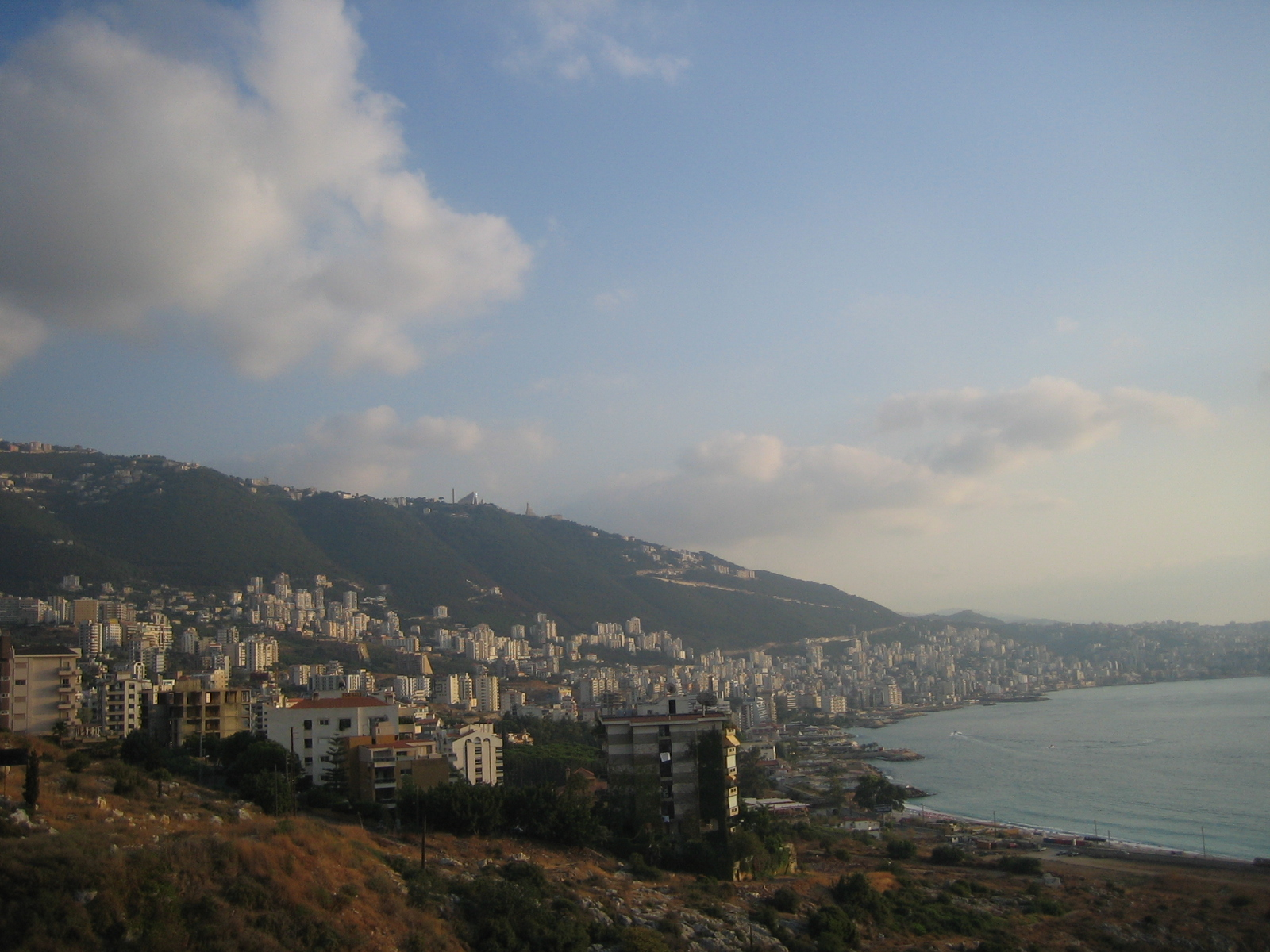
خليج مدينة جونيه التي يصب بقربها نهر الكلب

نهر الكلب: هو نهر لبناني يتميز نهر الكلب بغزارة مياهه طوال أشهر السنة تقريبا، ما عدا أشهر الصيف الحارة. يبلغ طول هذا النهر حوالي 19 ميلا (31 كلم) وواديه يفصل قضاء كسروان عن قضاء المتن. وجبال ضفافه منحوتات أثرية نحتها معظم الغزاة الذين مرّوا بلبنان منذ العصور القديمة.

## موقعه
ينبع من سلسلة جبال لبنان الغربية، وتصب مياهه في البحر الأبيض المتوسط بالقرب من مدينة جونية شمال بيروت. الوادي التي يمر بها النهر تسمى بوادي الجماجم. وأهم بلدة يمر بها هي بسكنتا في أعالي جباله. لا بد من الذكر أن مياه مغارة جعيتا تؤخذ عبر قناة إلى محطة ضبية وتضخ منها إلى العاصمة بيروت وبعض المناطق المحاذية مما يجعل من نهر الكلب بنهر موسمي إذ يشح في فترات الشحائح من كل سنة.

## سبب التسمية
الواقع أن أصل التسمية يكاد يضيع بين الأسطورة والحكايات وكتب التاريخ، ومن الشائع أسطورة من القرن الرابع عشر تُنسب إلى كاتب يدعى فارس أرفيو تحدث عن تمثال لكلب منحوت في الصخر، وقد جعله القوم في أعلى رأس الجبل الصخري، مشرفاً على البحر. وتقول الأسطورة إن مهمة “ الكلب الذي من الصخر” كانت إنذار أهالي تلك الناحية وما يليها بوصول جيوش الأعداء. وقيل إن نباحه كان يشق البحر والفضاء حتى يبلغ جزيرة قبرص. وجاء في رواية أخرى أن الأتراك العثمانيين، حين نزلوا بجيوشهم تلك المنطقة، عمدوا إلى قطع رأس تمثال الكلب ورمَوه في قعر البحر حيث لا يزال يظهر جلياً للعيان كلّما كانت المياه هادئة صافية.

## الآثار
تحوي سفوح الجبال على ضفتي نهر الكلب اثنين وعشرين نصبا تشهد على بعض الأمم التي مرت أو حكمت الساحل الشرقي للمتوسط. ومن الآثار الموجودة على ضفاف نهر الكلب نقوش أقامها نبوخذ نصّر (630-562 قبل الميلاد) وآثار للملوك الكلدانيين. وهناك نقوش أخرى تذكّر بانتصارات أصحابها نحتت على الصخور الجيرية الواقعة على الضفة اليسرى من النهر، قريباً من مصبه في البحر. وتعود هذه النقوش إلى رعمسيس الثاني الكبير (1290-1224 قبل الميلاد، باللغة الهيروغليفية)، والملك أسرحدون (680-669 قبل الميلاد، باللغة الأشورية)، والإمبراطور ماركوس أوريليوس (211-217 ميلادية، باللغة اللاتينية), والظاهر بأمر الله سيف الدين برقوق (1382-1399 ميلادية، باللغة العربية). كما أن هناك بعض التعليقات باللغات العربية والفرنسية والإنكليزية نُقشت عام 1946 ميلادية تيمناً بعيد الاستقلال الوطني اللبناني.

## الناحية الاقتصادية
يتكوّن القطاع الزراعي على طول ضفة هذا النهر من زراعة الموز والحمضيات. أما في السهل الساحلي المقابل فتزدهر زراعة العنب والخضار والحبوب والزيتون والتين خاصة في بسكنتا. وقد انتشرت في السنوات الأخيرة على صفاف النهر وبين البساتين المطاعم التي ينافس بعضها بعضاً، وكذلك أُقيمت بالقرب من مصبه مراكز للّهو والطرب مثل «ماك ماجيك» التي يرتاد حفلات الطرب التي تقام فيها المواطنون العرب القادمون في رحلات منظمة، ومنتزه «ريو لنتو» الذي يضم أحواض سباحة يرتادها الأهالي وأطفالهم من شتى مناطق لبنان.
هذا القطاع «السياحي» يكاد يضحي المورد الذي يعوٌل عليه أهالي المنطقة أكثر من اعتمادهم على الزراعة التي لم تعد ذات مردود كاف في أيامنا.